# 삼서초등학교
삼서초등학교는 대한민국 전라남도 장성군 삼서면 대곡리에 있는 공립 초등학교이다.

## 학교 연혁
- 1922년 6월 16일 삼서공립보통학교(4년제) 개교설립인가 4월 20일
- 1930년 4월 1일 6년제 개편 인가
- 1938년 4월 1일 삼서공립심상소학교로 개칭[1]
- 1941년 4월 1일 삼서공립국민학교로 개칭[2]
- 1981년 3월 8일 병설유치원 개원설립인가 2월 2일
- 1992년 3월 1일 홍정분교장 편입[3]
- 1994년 3월 1일 홍정분교장 병합
- 1996년 3월 1일 삼서초등학교로 개칭[4]
- 1999년 3월 1일 상무분교장 편입[5]
- 1999년 9월 1일 삼서남초등학교, 상무분교장 병합
- 2022년 1월 10일 제96회 졸업(6,876명 배출)
- 2022년 9월 1일 제31대 최덕주 교장 부임

## 학교 상징
- 교화 : 배롱나무꽃 - 번영
- 교목 : 소나무 - 의지
- 교색 : 녹색 - 희망

## 참고 자료
- 삼서초등학교 - 한국교육학술정보원 학교알리미